# اسلام در آبخاز
اسلام در آبخازیا براساس نظرسنجی انجام شده در سال ۲۰۰۳، دارای ۱۶ درصد جمعیت کل کشور، طرفدار دارد. دو مسجد در آبخاز واقع شده‌است، یکی در گوداوتا و دیگری در سوخومی. آبخاز سرزمینی است واقع در غرب قفقاز و کرانهٔ شرقی دریای سیاه که حدود ۲۴۲ هزار نفر جمعیت دارد که بیشترشان تابعیت روسی دارند. در میانه‌های سده نهم هجری دولت عثمانی به آبخاز لشکر کشید و اراضی ساحلی آبخاز به ویژه سوخوم به پایگاه نظامی دولت عثمانی تبدیل شد. با ورود سپاهیان عثمانی، دین اسلام در میان آبخازها گسترش یافت، ولی مسیحیت نیز همچنان به حیات خود ادامه داد. آبخازها در سده دوازدهم هجری علیه دولت عثمانی دست به شورش زدند و لشکریان ترک را از دژ سوخوم بیرون راندند.

## تاریخ اسلام در آبخاز
آبخاز در دوره ای که شاهد تسلط امپراتوری عثمانی بر این منطقه بود از دوره بین قرن شانزدهم تا قرن هجدهم، و در طول قرن نوزدهم که شاهد جنگ روس و ترک‌ها بود، بر اساس مذهبی تقسیم می‌شد؛ زیرا به‌طور کلی مسیحیان وفادار به روسیه هستند و مسلمانان در کنار عثمانی‌ها ایستاده‌اند. بر اساس نتایج جنگی در روسیه که بین سالهای ۱۸۶۰ تا ۱۸۷۰ رخ داد، مسلمانان مجبور به مهاجرت به آبخاز شدند. هزاران آبخازی که به عنوان چریک معروف هستند و در اواسط قرن نوزدهم پس از مقاومت در برابر حمله روس‌ها به قفقاز از آبخاز به امپراطوری عثمانی گریختند، امروز ترکیه محل بزرگترین جامعه مهاجران آبخازی در جهان است. در سال ۲۰۰۹، مسلمانان در آبخاز برای نخستین بار از پادشاه عربستان سعودی اجازه‌ای برای رفتن به حج در مکه را دریافت کردند. در ۱۹ دسامبر سال ۲۰۱۱ شورای معنوی مسلمانان در آبخاز چهارمین کنفرانس اسلامی را پس از درگذشت اولین رئیس‌جمهور خود، برگزار کرد.

## خشونت علیه مسلمانان
داور متسپا، عضو جامعه محلی اسلامی و همسرش، کارن نرسیسیان، در روز دوم ژوئیه ۲۰۰۷ توسط یک مرد مسلح ناشناس در حیاط خانه‌ای که در مرکز سوخومی اجاره کرده بودند، کشته شدند. در اوت ۲۰۰۷ حدود ساعت ۱۳:۰۰ حمزه گیتسبا در گودوتا نیز کشته شد. گیتسبا عضو شورای معنوی مسلمانان آبخاز و رهبر رسمی مسلمانان در گودوتا بود. گیتسبا در صحنه تیراندازی درگذشت و قاتل نقاب دار گلوله را از طریق یک پنجره کوچک شلیک کرده بود. علاوه بر این قتل‌ها و سایر اشکال خشونت علیه مسلمانان این کشور، منجر به نگرانی‌های جدی توسط جامعه آبخاز شد و یک واقعه مشابه در ۸ اکتبر ۲۰۱۰ در گوداوته برای یک مرد ۳۴ ساله به نام رسول پله که در خارج از مسجد کشته شد پیدا شد و علت مرگ تیراندازی از خودروی فولکس واگن بود. در ژوئن سال ۲۰۱۲، بخشی از تحقیقات مربوط به اقدام به سوء قصد در فوریه ۲۰۱۲ بر رئیس‌جمهور الکساندر آنکاپاب اعلام شد و پلیس همچنین پرونده تلاش برای ترور امام جماعت مسجد سوخومی صالح کفر کساخلیخ را در ژوئیه سال ۲۰۱۰ خنثی کرد.